# Синьогуш анолис
Синьогушите анолиси (Anolis chrysolepis) са вид дребни влечуги от семейство Dactyloidae.
Те са гущери, разпространени в тропическите гори в североизточната част на Южна Америка.